# Аншаков, Геннадий Петрович
Генна́дий Петро́вич Анша́ков (род. 14 июня 1937, Барнаул, Западно-Сибирский край) — российский учёный, член-корреспондент РАН (1991), доктор технических наук, профессор, специалист в области систем управления космическими комплексами зондирования Земли, теории и методов построения адаптивных автоматических систем управления космическим кораблем.
Заместитель генерального конструктора Государственного научно-производственного ракетно-космического центра «ЦСКБ-Прогресс», член Президиума Самарского научного центра РАН.
Герой Социалистического Труда (1983). Лауреат Ленинской премии (1988) и Государственной премии СССР (1977). Почётный гражданин г. Самары.

## Биография
В 1961 году с отличием окончил Куйбышевский авиационный институт (ныне — Самарский государственный аэрокосмический университет (СГАУ)) по специальности «Производство летательных аппаратов». Затем занимался научно-производственной и педагогической деятельностью в Центральном специализированном КБ — ЦСКБ и СГАУ.
В 1969 году окончил аспирантуру под руководством академика В. П. Мишина при кафедре «Проектирование летательных аппаратов» МАИ с защитой диссертации на соискание учёной степени кандидата технических наук. В 1970 году Г. П. Аншакову присвоено учёное звание доцента.
В 1983 году защитил докторскую диссертацию, в 1986 году присвоено звание профессора.
7 декабря 1991 года избран членом-корреспондентом РАН в Секцию инженерных наук по специальности «Прикладная механика и процессы управления в технических системах».
Брат — историк-славист Ю. П. Аншаков (род. 1947).

## Область деятельности
Под руководством Г. П. Аншакова разработаны системы управления национальных космических систем для решения задач высокодетального, обзорного, планово-периодического, оперативного, фотоэлектронного и оптикоэлектронного, многозонального и спектрозонального наблюдения земной поверхности.
Разработаны теоретические основы построения цифровых бортовых комплексов управления космическими аппаратами для решения задач навигации, управления движением, планирования целевого функционирования КА, контроля работоспособности и принятия решений по управлению.
Аншаков внёс большой вклад в разработку и эксплуатацию надёжных ракет-носителей среднего класса типа «Молния», «Союз», «Союз-У», «Союз-ФГ», а также их последующих модификаций — «Союз-2», «Союз-СТК», которые создавались на базе научно-технического задела по ракете Р7 (ОКБ-1). Эти ракеты-носители используются для выведения пилотируемых и грузовых космических кораблей к Международной космической станции, выведения межпланетных аппаратов, радиотрансляционных спутников, автоматических КА народно-хозяйственного, научно-исследовательского и специального назначения по Федеральной космической программе и на коммерческой основе. Эта ракета-носитель продолжает оставаться самой массовой в мире — осуществлено более 1700 запусков.

## Награды
- Золотая Звезда Героя Социалистического Труда и орден Ленина (1983),
- Орден Октябрьской Революции (1979),
- Орден Трудового Красного Знамени (1974),
- Орден «За заслуги перед Отечеством» III степени (1995),
- Лауреат Ленинской премии (1988),
- Лауреат Государственной премии в области науки и техники (1977),
- Почётный гражданин г. Самары (2015)[2]
- Почётное звание Президиума Российской инженерной академии «Заслуженный инженер России» (2000),
- Медаль «Звезда Циолковского» Российского космического агентства (2003),
- Знак Циолковского Федерального космического агентства (2007)[3],
- Медаль Академии космонавтики «За выдающиеся заслуги в космонавтике» (2004),
- Почётная награда Администрации Самарской области «За заслуги перед Самарской областью» (2004).

## Звания
- Член Совета РАН по космосу (2005),
- Член Президиума Самарского научного центра РАН (1998),
- Председатель бюро Самарской секции научного совета РАН по проблемам управления движением и навигации автоматических космических аппаратов (1983),
- Заместитель главного редактора журнала «Известия Самарского научного центра РАН» (2001),
- Действительный член российской и Международной инженерной академии,
- Действительный член международной академии навигации и управления движением,
- Действительный член российской академии космонавтики им. К. Э. Циолковского.